# Frontopsylla tjanshanica
Frontopsylla tjanshanica är en loppart som beskrevs av Shvarts 1953. Frontopsylla tjanshanica ingår i släktet Frontopsylla och familjen smågnagarloppor. Inga underarter finns listade i Catalogue of Life.